# Teofano (800-talet)
Theofano, född okänt år, död efter 811, var en bysantinsk kejsarinna, gift med kejsar Staurakios.
Hon var från Aten och möjligen släkt med Irene. Hon avbröt sin förlovning för att delta i den kejserliga brudvisningen, där hon möjligen blev utvald för att skapa ett band med den förra dynastin. Hon gifte sig med Staurakios, som var sin fars medkejsare, efter en brudvisning år 807.  Då hennes svärfar var ogift var hon den enda kejsarinnan. 
År 811 dog svärfadern, och hennes man var svårt sårad i fält och man trodde att han skulle dö. Han ville utnämna henne till sin tronarvinge och efterträdare, så hon kunde regera som monark på samma sätt som Irene hade gjort.  Maken övertalades i stället att utnämna sin svåger och abdikera, sedan hans syster Prokopia hade vunnit stöd för makens kandidatur.  
Teofano fick istället bli nunna, men hon fick en förmögenhet och palatset ta Hebraika att dra sig tillbaka till.  